# Aurelian Son
Aurelian Son (n. 8 mai 1886, com. Schela, jud. Mehedinți – d. 17 septembrie 1952, Ploiești) a fost un general român, care a luptat în cel de-al Doilea Război Mondial.
În urma zvonurilor că armata română în retragere (în 1940) ar fi implicată în măcelurile antievreiești din Basarabia, generalul Constantin Sănătescu și generalul Aurelian Son, comandantul Corpului 11 armată, ordona la 4 iulie subordonaților: „Față de excesele gradelor inferioare și populației contra evreilor, care sunt semne ale unui adevărat pogrom, se atrage atenția comandanților de mari unități să ia toate măsurile de siguranță și liniștire a spiritelor, atât ale ostașilor, cât și ale populației civile”.
General de divizie Aurelian Son (General de Corp de Armată din 18 iulie 1942)

## Funcții deținute
- 1940 – 1941 - Comandantul Corpului 11 Armată,
- 8 iulie 1941 - 18 martie 1943 - Comandantul Corpului 5 Armată,
- 1943 - În retragere

A fost decorat la 7 noiembrie 1941 cu Ordinul „Steaua României” cu spade în gradul de Mare Ofițer cu panglică de „Virtutea Militară” „pentru destoinicia și dârzenia cu care și-a condus trupele în toate operațiunile. S'a distins prin exemple de curaj și energie în grelele lupte dela Prut. În Bătălia dela Odesa a contribuit în largă măsură la înfrângerea totală a inamicului”. Printr-un alt decret semnat în aceeași zi a fost decorat cu Ordinul „Steaua României” cu spade în gradul de Comandor, cu panglica de „Virtute Militară” „pentru destoinicia și energia cu care a condus Corpul său în bătălia dela Fălciu și ulterior operațiunile de cucerirea și curățirea Sudului Basarabiei”.
În citat Raportul Gen. P. Dumitrescu către Gen. I. Șteflea.
"Armata 3
Stat Major
Secția 3
Confidențial personal
Nr. 38.146
1942 decembrie 29 
Armata 3
către
Domnul general Șteflea Ilie
Șeful Marelui Cartier General
Am onoarea de a raporta că în bătălia de pe Don (19-25 noiembrie 1942), generalul de corp de armată Son Aurelian, comandantul Corpului 3 Armată, a pierdut, chiar din dimineața celei de-a doua zi de bătălie, legătura cu diviziile sale aflate în luptă (diviziile 5 și 6), încetând prin aceasta de a-și comanda direct Corpul său de Armată.
În dimineața de 20 noiembrie când, din cauza acțiunii carelor de luptă inamice, legăturile telefonice ale Corpului de Armată cu diviziile din subordine au fost rupte, generalul Son s-a găsit în situația de a alege între a se duce în mijlocul trupelor sale și a-și muta punctul de comandă înapoi. Generalul Son a ales ultima soluție, deși avea încă posibilitatea să meargă la trupe.
Pentru a cunoaște motivele care au dus la această atitudine, am ordonat generalului Son să raporteze care a fost acțiunea sa de comandament asupra marilor unități din subordinele sale, între 18 și 26 noiembrie (Ordinul nr. 300770 din 4 decembrie, anexat în copie).
Din raportul nr. 33 din 10 decembrie (anexat în extras), reiese că generalul Son n-a fost deloc preocupat de ideea de a merge în mijlocul trupelor sale, ci de aceea de a merge înapoi pentru a se pune în legătură cu Armata. Aceasta reiese și mai mult din faptul că, în ziua de 21 noiembrie, când subsemnatul a oferit generalului Son un avion pentru a merge în mijlocul trupelor sale, generalul Son a amânat răspunsul pentru a doua zi, când mi-a comunicat să nu-i mai trimit avionul fiindcă socotește de prisos prezența lui acolo.
Din cele de mai sus reiese, în mod evident, că generalul de corp de armată Son Aurelian nu a căutat să facă tot ce era cu putință pentru a merge în mijlocul trupelor sale, spre a le conduce direct și a împărtăși soarta lor.
Am onoarea a ruga să apreciați dacă această atitudine este compatibilă cu continuarea exercitării unei comenzi cu toată autoritatea necesară, sau dacă este cazul de a se aplica una din soluțiile de îndepărtare din armată."
Raportul generalului Petre Dumitrescu nu a rămas fără urmări, Aurelian Son fiind destituit și trecut în rezervă în martie 1943.
- ((citat din e-istorie; articol semnat Manuel STĂNESCU))

## Decorații
- Ordinul „Steaua României” în gradul de Comandor (8 iunie 1940)[4]
- Ordinul „Steaua României” cu spade în gradul de Mare Ofițer cu panglică de „Virtutea Militară” (7 noiembrie 1941)[2]
- Ordinul „Steaua României” cu spade în gradul de Comandor, cu panglica de „Virtute Militară” (7 noiembrie 1941)[3]